# Giogiò Franchini
Giogiò Franchini (Napoli, 11 luglio 1959) è un montatore italiano.
Tra i registi con cui ha collaborato vi sono Paolo Sorrentino, Jonathan Demme, Antonio Capuano, Andrea Molaioli, Sergio Rubini, Giovanni Veronesi, Valeria Golino, Antonietta De Lillo, Ivan Cotroneo e Riccardo Milani.

## Biografia
Nel 1998 vince il Ciak d'oro per il migliore montaggio per il film Tano da morire
Nel 2005 vince il Ciak d'oro per il migliore montaggio per il film Le conseguenze dell'amore
Nel 2008 vince il David di Donatello per il miglior montatore per La ragazza del lago.

### Altre attività
Nel 2003 dirige il corto Il pareggio non esiste (making of de L'uomo in più), mentre nel 2014 dirige il documentario Lo sposo di Napoli - Appunti per un film su Achille Lauro.

## Filmografia

### Lungometraggi
- I racconti di Vittoria, regia di Antonietta De Lillo (1995)
- Pianese Nunzio, 14 anni a maggio, regia di Antonio Capuano (1996)
- Tano da morire, regia di Roberta Torre (1997)
- I vesuviani (ep. Maruzzella, Sofialorén), registi vari (1997)
- Polvere di Napoli, regia di Antonio Capuano (1998)
- Senza movente, regia di Luciano Odorisio (1999) - non accreditato
- Autunno, regia di Nina Di Majo (1999)
- Sud Side Stori, regia di Roberta Torre (2000)
- Aitanic, regia di Nino D'Angelo (2000)
- Non è giusto, regia di Antonietta De Lillo (2001)
- L'uomo in più, regia di Paolo Sorrentino (2001)
- Luna rossa, regia di Antonio Capuano (2001)
- L'inverno, regia di Nina Di Majo (2002)
- N'Gopp, regia di Pablo Dammicco (2002)
- I cinghiali di Portici, regia di Diego Olivares (2003)
- Il resto di niente, regia di Antonietta De Lillo (2004)
- Le conseguenze dell'amore, regia di Paolo Sorrentino (2004)
- La guerra di Mario, regia di Antonio Capuano (2005)
- Texas, regia di Fausto Paravidino (2005)
- La terra, regia di Sergio Rubini (2006)
- L'amico di famiglia, regia di Paolo Sorrentino (2006)
- Tre donne morali, regia di Marcello Garofalo (2006)
- La ragazza del lago, regia di Andrea Molaioli (2007)
- Ossidiana, regia di Silvana Maja (2007)
- Colpo d'occhio, regia di Sergio Rubini (2007)
- Lezione 21, regia di Alessandro Baricco (2008)
- Il seme della discordia, regia di Pappi Corsicato (2008)
- Giallo?, regia di Antonio Capuano (2009)
- Matrimoni e altri disastri, regia di Nina Di Majo (2010)
- L'amore buio, regia di Antonio Capuano (2010)
- La pecora nera, regia di Ascanio Celestini (2010)
- Nauta, regia di Guido Pappadà (2010)
- Il gioiellino, regia di Andrea Molaioli (2011)
- La kryptonite nella borsa, regia di Ivan Cotroneo (2011)
- Gli sfiorati, regia di Matteo Rovere (2011)
- Il paese delle spose infelici, regia di Pippo Mezzapesa (2011)
- Breve storia di lunghi tradimenti, regia di Davide Marengo (2011)
- Benvenuto Presidente!, regia di Riccardo Milani (2013)
- Miele, regia di Valeria Golino (2013)
- L'ultimo goal, regia di Federico Di Cicilia (2013)
- Una donna per amica, regia di Giovanni Veronesi (2014)
- Italiano medio, regia di Maccio Capatonda (2015)
- Slam - Tutto per una ragazza, regia di Andrea Molaioli (2016)
- Omicidio all'italiana, regia di Maccio Capatonda (2017)
- Riccardo va all'inferno, regia di Roberta Torre (2017)
- Euforia, regia di Valeria Golino (2018)
- L'uomo senza gravità, regia di Marco Bonfanti (2019)
- Padrenostro, regia di Claudio Noce (2020)
- Gli indifferenti, regia di Leonardo Guerra Seràgnoli (2020)
- I fratelli De Filippo, regia di Sergio Rubini (2021)
- Santa Lucia, regia di Marco Chiappetta (2021)
- Autumn Beat, regia di Antonio Dikele Distefano (2022)
- L'ultima notte di Amore, regia di Andrea Di Stefano (2023)
- Il migliore dei mondi, regia di Maccio Capatonda, Danilo Carlani e Alessio Dogana (2023)
- Ciao bambino, regia di Edgardo Pistone (2024)

### Cortometraggi
- Promessi sposi, regia di Antonietta De Lillo (1993)
- Ogni sedia ha il suo rumore, regia di Antonietta De Lillo (1993)
- Spalle al muro, regia di Nina Di Majo (1997)
- Appunti da Santarcangelo, regia di Mario Martone (1998)
- 'O Solemio, regia di Antonietta De Lillo (1999)
- Ritratto di bambino, regia di Gianluca Iodice (2002)
- La regola del contemporaneamente, regia di Massimo Coppola (2003)
- Il pareggio non esiste, regia di Giogiò Franchini (2003)
- Three Worlds, regia di Chiara Clemente (2005)
- Armandino e il Madre, regia di Valeria Golino (2010)

### Televisione
- L'arte della gioia, regia di Valeria Golino – miniserie TV (2024)
- Leopardi - Il poeta dell'infinito, regia di Sergio Rubini – miniserie TV (2025)

### Documentari
- Cuore napoletano, regia di Paolo Santoni (2002)
- Pianeta Tonino. Incontro con Tonino Guerra, regia di Antonietta De Lillo (2002)
- Bianciardi!, regia di Massimo Coppola (2007)
- Ipazia, regia di Maria Di Razza (2007) - supervisione
- Questione di gusti, regia di Pappi Corsicato - cortometraggio (2009)
- Napoli 24, registi vari (2010)
- Il loro Natale, regia di Gaetano Di Vaio (2010)
- Il pranzo di Natale, registi vari (2011)
- Enzo Avitabile Music Life, regia di Jonathan Demme (2012)
- Lo sposo di Napoli. Appunti per un film su Achille Lauro, regia di Giogiò Franchini (2014)

## Riconoscimenti
- Ciak d'oro 1998 - Miglior montaggio per Tano da morire
- Nastri d'argento 2002 - Candidatura al Nastro d'argento al migliore montaggio per Luna rossa e L'uomo in più
- David di Donatello 2005 - Candidatura al David di Donatello per il miglior montatore per Le conseguenze dell'amore
- Nastri d'argento 2005 - Candidatura al Nomination Nastro d'argento al migliore montaggio per Le conseguenze dell'amore
- Ciak d'oro 2005 - Miglior montaggio per Le conseguenze dell'amore
- Premio Flaiano 2006 - Miglior montaggio per La guerra di Mario e La terra
- Nastri d'argento 2007 - Candidatura al Nastro d'argento al migliore montaggio per La guerra di Mario
- David di Donatello 2008 - David di Donatello per il miglior montatore per La ragazza del lago
- Bifest 2012 - Miglior montaggio per Il Gioiellino
- Nastri d'argento 2013 - Candidatura al Nastro d'argento al migliore montaggio per Miele
- Festival del Cinema di Spello 2014 - Miglior montaggio per Miele
- David di Donatello 2014 - Candidatura al David di Donatello per il miglior montatore per Miele
- David di Donatello 2025 - Candidatura al David di Donatello per il miglior montatore per L'arte della gioia